# Byasa laos
Byasa laos es una especie de mariposas de la familia de los papiliónidos. Norman Denbigh Riley y Edward John Godfrey describieron la especie por primera vez en 1921.
Su área de distribución comprende Laos y el norte de Tailandia.